# 코마츠 미호 베스트 ~once more~
《코마츠 미호 베스트: once more》(일본어: 小松未歩 ベスト 〜once more〜 こまつみほ ベスト ワンス モア[*])는 코마츠 미호의 베스트 음반이다.

## 내용
- 2006년 11월 22일에 발매된 코마츠 미호의 첫 베스트 음반이다.
- 데뷔곡 〈수수께끼〉(謎)에서 〈소원은 단 하나〉(願い事ひとつだけ) 〈찬스〉(チャンス) 〈얼음 위에 서 있는 것처럼〉(氷の上に立つように) 등의 히트작, 그리고 최신 싱글 〈사랑이 되어라〉(恋になれ...)까지의 전 싱글 외에, 신곡 〈happy ending〉도 수록되어있다. 전싱글곡을 수록했기 때문에 디스크 2장으로 구성되어있다.
- 또, 엣세이집 제2탄 《이상한 잣대2.》(ヘンな物さし2。)도 이 작품과 동시 발뫼하고 있다.
- 수록곡 〈두 사람의 소원〉(ふたりの願い)에 있어서는 싱글에 수록되어있던 것은 스트레오 수록이다. 하지만, 본 음반에 있어서는 모노로 수록되어있다. 작품 중에 주석은 일절 없으며, 발매 직후에 공식 사이트에서 작게 발표가 있었던 것 뿐이다.
- 현재, 코마츠 미호 명의로 발매된 마지막 작품이 되고 있다.

## 수록곡
각 수록곡의 설명은 각 항목을 참조.

### Disc 1
1. 수수께끼(謎)
  - 작사 · 작곡: 코마츠 미호, 편곡: 후루이 히로히토

1번째 싱글
2. 빛나는 별(輝ける星)
  - 작사 · 작곡: 코마츠 미호, 편곡: 후루이 히로히토

2번째 싱글
3. 소원은 단 하나(願い事ひとつだけ)
  - 작사 · 작곡: 코마츠 미호, 편곡: 후루이 히로히토

3번째 싱글
4. anybody's game
  - 작사 · 작곡: 코마츠 미호, 편곡: 후루이 히로히토

4번째 싱글
5. 찬스(チャンス)
  - 작사 · 작곡: 코마츠 미호, 편곡: 후루이 히로히토

5번째 싱글
6. 얼음 위에 서 있는 것처럼(氷の上に立つように)
  - 작사 · 작곡: 코마츠 미호, 편곡: 후루이 히로히토

6번째 싱글
7. 이별의 조각(さよならのかけら)
  - 작사 · 작곡: 코마츠 미호, 편곡: 후루이 히로히토

7번째 싱글
8. 최단거리에서(最短距離で)
  - 작사 · 작곡: 코마츠 미호, 편곡: 후루이 히로히토

8번째 싱글
9. 바람이 불어오는 곳(風がそよぐ場所)
  - 작사 · 작곡: 코마츠 미호, 편곡: 후루이 히로히토

9번째 싱글
10. 당신이 있으니까(あなたがいるから)
  - 작사 · 작곡: 코마츠 미호, 편곡: 이케다 다이스케

10번째 싱글
11. 그대의 눈동자에는 비치지 않아(君の瞳には映らない)
  - 작사 · 작곡: 코마츠 미호, 편곡: 오가 요시노부

11번째 싱글
12. Love gone
  - 작사 · 작곡: 코마츠 미호, 편곡: 오가 요시노부

12번째 싱글
13. 머무르지 않는 사랑(とどまることのない愛)
  - 작사 · 작곡: 코마츠 미호, 편곡: 오가 요시노부

13번째 싱글
14. 최후의 요새(さいごの砦)
  - 작사 · 작곡: 코마츠 미호, 편곡: 오가 요시노부

14번째 싱글

### Disc 2
1. 사랑해...(愛してる...)
  - 작사 · 작곡: 코마츠 미호, 편곡: 오가 요시노부

15번째 싱글
2. dance
  - 작사 · 작곡: 코마츠 미호, 편곡: 오가 요시노부

16번째 싱글
3. mysterious love
  - 작사 · 작곡: 코마츠 미호, 편곡: 토쿠나가 아키히토

17번째 싱글
4. 두 사람의 소원(ふたりの願い)
  - 작사 · 작곡: 코마츠 미호, 편곡: 코바야시 사토루

18번째 싱글
5. 자아찾기(私さがし)
  - 작사 · 작곡: 코마츠 미호, 편곡: 토쿠나가 아키히토

19번째 싱글
6. 날개는 없어도(翼はなくても)
  - 작사 · 작곡: 코마츠 미호, 편곡: 후루이 히로히토

20번째 싱글
7. 눈물아 반짝 날아라(涙キラリ飛ばせ)
  - 작사 · 작곡: 코마츠 미호, 편곡: 후루이 히로히토

21번째 싱글
8. 모래성(砂のしろ)
  - 작사 · 작곡: 코마츠 미호, 편곡: 후루이 히로히토

22번째 싱글
9. I ~누군가...(I 〜誰か...)
  - 작사 · 작곡: 코마츠 미호, 편곡: 후루이 히로히토

23번째 싱글
10. I just wanna hold you tight
  - 작사 · 작곡: 코마츠 미호, 편곡: 코바야시 사토루

24번째 싱글
11. 당신의 색(あなた色)
  - 작사 · 작곡: 코마츠 미호, 편곡: 후루이 히로히토

25번째 싱글
12. 사랑이 되어라...(恋になれ...)
  - 작사 · 작곡: 코마츠 미호, 편곡: 오가 요시노부

26번째 싱글
13. happy ending
  - 작사 · 작곡: 코마츠 미호, 편곡: 후루이 히로히토

신곡